# Parlamentswahl in Grönland 2014
- IA: 11
- S: 11
- PN: 3
- D: 4
- A: 2

Die Parlamentswahl in Grönland 2014 war die zwölfte Wahl zum Inatsisartut, dem grönländischen Parlament. Die Wahl fand am 28. November 2014 statt.

## Wahlrecht
Die 31 Abgeordneten des Inatsisartut wurden unter Anwendung des Verhältniswahlrechts bestimmt. Es gab nur einen Wahlkreis und alle Kandidaten traten landesweit an. Die Sitzzuteilung erfolgt nach dem D’Hondt-Verfahren.

## Ausgangslage
Nach der Wahl im März 2013 wurde Aleqa Hammond zur neuen Regierungschefin ernannt. Sie bildete das Kabinett Hammond I aus Siumut, Atassut und Partii Inuit. Im November 2013 trat letztere aus der Koalition, womit das Kabinett Hammond II jedoch immer noch über eine knappe Mehrheit verfügte.
Am 1. Oktober 2014 trat Aleqa Hammond als Regierungschefin zurück, nachdem bekannt geworden war, dass sie umgerechnet etwa 14.000 € aus Haushaltsmitteln falsch abgerechnet und zunächst nicht zurückerstattet hatte. Die Atassut hatte in der Folge die Koalition mit der Siumut aufgekündigt. Anschließend wurde Kim Kielsen (Siumut) interimsweise zum neuen Regierungschef gewählt und Neuwahlen für den 28. November ausgeschrieben.

## Teilnehmende Parteien
Zur Wahl traten sechs verschiedene Parteien an. Die Kattusseqatigiit Partiiat war nach der gescheiterten Wahl 2013 aufgelöst worden. Stattdessen trat erstmals die Partii Naleraq an.
| Partei | Partei            | Kürzel | Deutsche Bedeutung     | Ausrichtung                                   | Vorsitzender     |
| ------ | ----------------- | ------ | ---------------------- | --------------------------------------------- | ---------------- |
|        | Siumut            | S      | Vorwärts               | sozialdemokratisch                            | Kim Kielsen      |
|        | Inuit Ataqatigiit | IA     | Gemeinschaft der Inuit | demokratisch-sozialistisch                    | Sara Olsvig      |
|        | Atassut           | A      | Gemeinsinn             | konservativ, wirtschaftsliberal, unionistisch | Knud Kristiansen |
|        | Partii Inuit      | PI     | Partei der Wurzeln     | separatistisch, ökosozialistisch              | Nikku Olsen      |
|        | Demokraatit       | D      | Demokraten             | sozialliberal                                 | Anda Uldum       |
|        | Partii Naleraq    | PN     | Partei Peilmarke       | zentristisch, populistisch                    | Hans Enoksen     |

## Kandidaten
Bei der Wahl traten 194 Kandidaten an, die sich folgendermaßen auf die sechs Parteien verteilten:
| Partei            | Kandidaten |
| ----------------- | ---------- |
| Siumut            | 57         |
| Inuit Ataqatigiit | 41         |
| Atassut           | 31         |
| Partii Inuit      | 12         |
| Demokraatit       | 18         |
| Partii Naleraq    | 33         |
| Einzelkandidaten  | 2          |

Bis auf Aleqa Hammond (Siumut) und Maliina Abelsen (Inuit Ataqatigiit) kandidierten alle bisherigen Abgeordneten erneut. Der in der letzten Wahlperiode für unwählbar erklärte Nikku Olsen trat ebenfalls erneut an. Von denjenigen, die in der letzten Wahlperiode als Nachrücker Mitglied gewesen waren, verzichteten Saxtorph Didriksen, Kaj Lyberth (beide Siumut), Ove Karl Berthelsen, Harald Bianco, Stine Egede und Astrid Fleischer Rex (alle Inuit Ataqatigiit) auf eine erneute Kandidatur. Dazu kamen Tommy Marø, Andreas Sanimuínaĸ (beide Siumut), Debora Kleist, Villy Olsvig (beide Inuit Ataqatigiit), Naja Kristensen, Emilie Olsen (beide Atassut), Georg Olsen, Godmand Rasmussen (beide Partii Inuit), Anthon Frederiksen, Mads Peter Grønvold, Loritha Henriksen, Mogens Kleist, Per Rosing-Petersen (alle Partii Naleraq), die in vorherigen Legislaturperioden im Inatsisartut saßen, 2013 aber nicht antraten oder nicht gewählt wurden.

## Ergebnis
Die Gewinner der Wahl waren die neugegründete Partii Naleraq sowie die Demokraatit, die vor allem zulasten der Siumut und der Partii Inuit an Stimmen gewinnen konnten. Die Siumut erreichte nur noch knapp die meisten Stimmen vor der Inuit Ataqatigiit, während die Partii Inuit aus dem Parlament ausschied.
| Partei            | Partei                 | Stimmen | Stimmen | Stimmen | Sitze  | Sitze |
| Partei            | Partei                 | Anzahl  | %       | +/−     | Anzahl | +/−   |
| ----------------- | ---------------------- | ------- | ------- | ------- | ------ | ----- |
|                   | Siumut                 | 10.108  | 34,6    | −8,6    | 11     | −3    |
|                   | Inuit Ataqatigiit      | 9.783   | 33,5    | −1,2    | 11     | ±0    |
|                   | Demokraatit            | 3.469   | 11,9    | +5,6    | 4      | +2    |
|                   | Partii Naleraq         | 3.423   | 11,7    | +11,7   | 3      | +3    |
|                   | Atassut                | 1.919   | 6,6     | −1,6    | 2      | ±0    |
|                   | Partii Inuit           | 477     | 1,6     | −4,9    | —      | −2    |
|                   | Unabhängige Kandidaten | 22      | 0,08    | +0,05   | —      | —     |
| Gesamt            | Gesamt                 | 29.201  | 100,0   |         | 31     | ±0    |
| Gültige Stimmen   | Gültige Stimmen        | 29.201  | 99,0    |         |        |       |
| Ungültige Stimmen | Ungültige Stimmen      | 288     | 1,0     |         |        |       |
| Wahlbeteiligung   | Wahlbeteiligung        | 29.489  | 72,9    |         |        |       |
| Wahlberechtigte   | Wahlberechtigte        | 40.424  | 100,0   |         |        |       |
| Quelle:           |                        |         |         |         |        |       |

## Folgen
Am 4. Dezember 2014 gab der amtierende Premierminister und Siumut-Vorsitzende Kim Kielsen die Bildung des Kabinett Kielsen I aus seiner Partei und den Demokraatit sowie der Atassut bekannt. Diese verfügte über eine Mehrheit von 17 der 31 Sitze im Parlament.